# L'Increvable Jerry
Pour plus de détails, voir Fiche technique et Distribution.
L'Increvable Jerry (It's Only Money) est un film américain réalisé par Frank Tashlin, sorti en 1962.

## Synopsis
Un dépanneur, Lester March, rêve de devenir détective privé. Son ami Pete Flint lui propose de retrouver le fils d'un industriel abandonné à sa naissance. Pour commencer son enquête, Lester n'a qu'une piste : l'enfant a vécu à l'Assistance publique...

## Fiche technique
- Titre : L'Increvable Jerry
- Titre original : It's Only Money
- Réalisation : Frank Tashlin
- Scénario : John Fenton Murray
- Musique : Walter Scharf
- Direction artistique : Hal Pereira
- Costumes : Edith Head
- Directeur de la photographie : W. Wallace Kelley
- Montage : Arthur P. Schmidt
- Chef décorateur : Sam Comer
- Chorégraphe : Bobby Van (numéros musicaux)
- Société de production : Paramount Pictures
- Producteur : Paul Jones
- Distributeur : Paramount Pictures
- Pays d'origine : États-Unis
- Box-office en France : 1 073 011 entrées
- Langue : anglais
- Format : noir et blanc
- Genre : Comédie
- Durée :  80 minutes (1 h 20)
- Dates de sortie : au cinéma :
  - États-Unis : 21 novembre 1962
  - France : 3 avril 1963

## Distribution
- Jerry Lewis (VF : Jacques Dynam) : Lester March
- Joan O'Brien : Wanda Paxton
- Zachary Scott : Gregory DeWitt
- Jack Weston : Leopold
- Jesse White : Pete Flint
- Mae Questel : Cecilia Albright
- Barbara Pepper : la pêcheuse